# Jean-Marie Messier
Jean-Marie Messier (* 13. Dezember 1956 in Grenoble) ist ein französischer Geschäftsmann, der von 1994 bis 2002 Generaldirektor des multinationalen Medienkonglomerats Vivendi bzw. Vivendi Universal war.
Messier studierte von 1976 bis 1980 an der École polytechnique und anschließend von 1980 bis 1982 an der École nationale d’administration (ENA). Danach war er während der 1980er-Jahre in verschiedenen Positionen im französischen Wirtschaftsministerium tätig, unter anderem war er Kabinettschef des beigeordneter Ministers für Privatisierung Camille Cabana (RPR) und Berater für Privatisierungsfragen des Wirtschaftsministers Édouard Balladur (ebenfalls RPR). Nach dem Regierungswechsel vom bürgerlichen zum linken Lager schied er 1989 aus dem Staatsdienst aus und wurde Investmentbanker bei Lazard. 
1994 wurde Messier zum Generaldirektor der Compagnie Générale des Eaux (CGE) ernannt, ursprünglich ein Wasserversorgungs-Unternehmen, das sich jedoch unter Führung von Messiers Vorgänger Guy Dejouany in die Bereiche Abfallbeseitigung, Energie, Verkehr, Bau, Immobilien, Medien und Telekommunikation diversifiziert hatte. Messier wurde 1996 Président-directeur général (PDG) des Unternehmens, war also zugleich Geschäftsführer und Präsident des Verwaltungsrats. Die CGE benannte sich 1998 in Vivendi um. Im Rahmen einer Restrukturierung entstanden die beiden Unternehmenszweige Vivendi Environnement (Wasser, Abfall, Energie, Verkehr) und Vivendi Communication (Telekommunikation und Medien). Messier trieb den Zusammenschluss von Vivendi mit Canal+ und Seagram (Eigentümer der Universal Studios) voran, wodurch im Jahr 2000 Vivendi Universal entstand, das nach AOL Time Warner zum zweitgrößten Medienkonzern der Welt wurde. Vivendi Environnement hingegen wurde im selben Jahr als eigenständige Aktiengesellschaft an die Börse gebracht (später wurde daraus Veolia). Damit komplettierte sich unter Messiers Führung der Wandel der CGE/Vivendi von einem französischen Wasserversorger zu einem internationalen Medienkonglomerat.
Im Geschäftsjahr 2001 musste Vivendi einen Verlust von 13,6 Milliarden Euro (11,8 Milliarden US-Dollar) melden. Messier wurde daraufhin im Juli 2002 zum Rücktritt von seiner Position gezwungen. Während seiner Zeit als Vorsitzender (CEO) von Vivendi hatte er Firmengelder benutzt, um ein 17,5 Millionen US-Dollar teures Apartment in New York City für seinen persönlichen Gebrauch zu kaufen – in der 515 Park Avenue, Höhe 60th Street. In dem Apartment empfing er wirtschaftliche und politische Führungskräfte wie den Senator Jon Corzine. Nach der Entlassung versuchte Messier das Appartement als Teil seines Abfindungs-Pakets zu beanspruchen, wurde aber zurückgewiesen.
Messier zog nach New York, um fortan als Wirtschaftsberater zu arbeiten. Heute hat er ein Beratungsunternehmen mit Sitz in New York City und Paris.
Messier ist in der Geschäfts- und Medienwelt unter dem Kürzel „J2M“ bekannt. Die satirische Fernsehsendung Les Guignols de l’info machte daraus „J6M“ – für  « Jean-Marie Messier, moi-même maître du monde » („Jean-Marie Messier, ich selbst Herrscher der Welt“). Dieses Kürzel übernahm Messier auch selbst, er unterzeichnete seine E-Mails manchmal damit und veröffentlichte im Jahr 2000 ein Buch unter dem Titel J6m.com.